# Huipoca
Huipoca es una localidad peruana capital del distrito de Huipoca, ubicado en la provincia de Padre Abad, en el noroeste del departamento de Ucayali.

## Descripción
Huipoca es una localidad dedicada a la agricultura, como la cosecha de plátano, cacao, entre otros, los productos de Huipoca se cultivan en el valle de Sion a las afueras de la localidad, esos productos son dirigidos a los mercados de Lima y Pucallpa.